# حمض النيرفونيك
حمض النيرفونيك (حمض العصب) هو حمض دهني غير مشبع له الصيغة الكيميائية C24H46O2 مع وجود رابطة مزدوجة واحدة في البنية تقع على الكربون رقم 9 من الطرف الميثيلي للسلسلة، ولذلك فهو يصنف من أحماض أوميغا 9.

## الأهمية الحيوية
يدخل هذا الحمض في تركيب نسيج الجهاز العصبي المركزي، ومنه اشتقت التسمية الدارجة حمض النيرفونيك. كما يعد هذا الحمض واحداً من عائلة مركبات سيروبروسيد Cerebroside، وهي الأحماض الدهنية للشحميات السفنغولية السكرية ذات الأهمية في تركيب بنية الأنسجة في الجسم.

## الوفرة الطبيعية
يوجد حمض النيرفونيك طبيعياً في زيت السمك وفي عدد من الزيوت النباتية مثل الزيت المستخلص من بذور نبتة Lunaria annua.

## الخواص
يوجد المركب في الشروط القياسية على شكل صلب، غير قابل للانحلال في الماء. يصنف المركب ضمن الأحماض الدهنية طويلة السلسلة.